# Lijst van huidige luitenant-gouverneurs van de Verenigde Staten

Verkiezing van de luitenant-gouverneur in de verschillende staten
Gezamenlijk met de gouverneur
Aparte verkiezing
Aparte voorverkiezing, maar algemene verkiezing gezamenlijk met de gouverneur
Verkiezing door de staatssenaat
Geen luitenant-gouverneur

Op deze pagina vindt u alle huidige luitenant-gouverneurs van de Verenigde Staten.
In de Verenigde Staten hebben 45 van de 50 staten en vier van de vijf eilandgebieden een luitenant-gouverneur. Hij of zij is na de gouverneur de hoogste politieke bevelhebber in de staat en neemt de taken van de gouverneur waar tijdens diens afwezigheid.

## Lijst van luitenant-gouverneurs

### Staten
| Staat          | Foto | Luitenant-gouverneur | Partij                  | Begin termijn | Einde termijn | Gekozen                                   |
| -------------- | ---- | -------------------- | ----------------------- | ------------- | ------------- | ----------------------------------------- |
| Alabama        |      | Will Ainsworth       | Republikein             | 2019          | 2027          | Aparte verkiezing                         |
| Alaska         |      | Nancy Dahlstrom      | Republikein             | 2022          | 2026          | Gezamenlijke verkiezing met de gouverneur |
| Arkansas       |      | Leslie Rutledge      | Republikein             | 2023          | 2027          | Aparte verkiezing                         |
| Californië     |      | Eleni Kounalakis     | Democraat               | 2019          | 2027          | Aparte verkiezing                         |
| Colorado       |      | Dianne Primavera     | Democraat               | 2019          | 2027          | Gezamenlijke verkiezing met de gouverneur |
| Connecticut    |      | Susan Bysiewicz      | Democraat               | 2019          | 2027          | Gezamenlijke verkiezing met de gouverneur |
| Delaware       |      | Kyle Evans Gay       | Democraat               | 2025          | 2029          | Aparte verkiezing                         |
| Florida        |      | Vacant               |                         |               |               | Gezamenlijke verkiezing met de gouverneur |
| Georgia        |      | Burt Jones           | Republikein             | 2023          | 2027          | Aparte verkiezing                         |
| Hawaï          |      | Sylvia Luke          | Democraat               | 2022          | 2026          | Gezamenlijke verkiezing met de gouverneur |
| Idaho          |      | Scott Bedke          | Republikein             | 2023          | 2027          | Aparte verkiezing                         |
| Illinois       |      | Juliana Stratton     | Democraat               | 2019          | 2027          | Gezamenlijke verkiezing met de gouverneur |
| Indiana        |      | Micah Beckwith       | Republikein             | 2025          | 2029          | Gezamenlijke verkiezing met de gouverneur |
| Iowa           |      | Chris Cournoyer      | Republikein             | 2024          | 2027          | Gezamenlijke verkiezing met de gouverneur |
| Kansas         |      | David Toland         | Democraat               | 2021          | 2027          | Gezamenlijke verkiezing met de gouverneur |
| Kentucky       |      | Jacqueline Coleman   | Democraat               | 2019          | 2027          | Gezamenlijke verkiezing met de gouverneur |
| Louisiana      |      | Billy Nungesser      | Republikein             | 2016          | 2028          | Aparte verkiezing                         |
| Maryland       |      | Aruna Miller         | Democraat               | 2023          | 2027          | Gezamenlijke verkiezing met de gouverneur |
| Massachusetts  |      | Kim Driscoll         | Democraat               | 2023          | 2027          | Gezamenlijke verkiezing met de gouverneur |
| Michigan       |      | Garlin Gilchrist     | Democraat               | 2019          | 2027          | Gezamenlijke verkiezing met de gouverneur |
| Minnesota      |      | Peggy Flanagan       | Democratic-Farmer-Labor | 2019          | 2027          | Gezamenlijke verkiezing met de gouverneur |
| Mississippi    |      | Delbert Hosemann     | Republikein             | 2020          | 2028          | Aparte verkiezing                         |
| Missouri       |      | David Wasinger       | Republikein             | 2025          | 2029          | Aparte verkiezing                         |
| Montana        |      | Kristen Juras        | Republikein             | 2021          | 2029          | Gezamenlijke verkiezing met de gouverneur |
| Nebraska       |      | Joe Kelly            | Republikein             | 2023          | 2027          | Gezamenlijke verkiezing met de gouverneur |
| Nevada         |      | Stavros Anthony      | Republikein             | 2023          | 2027          | Aparte verkiezing                         |
| New Jersey     |      | Tahesha Way          | Democraat               | 2023          | 2026          | Gezamenlijke verkiezing met de gouverneur |
| New Mexico     |      | Howie Morales        | Democraat               | 2019          | 2027          | Gezamenlijke verkiezing met de gouverneur |
| New York       |      | Antonio Delgado      | Democraat               | 2022          | 2026          | Gezamenlijke verkiezing met de gouverneur |
| North Carolina |      | Rachel Hunt          | Democraat               | 2025          | 2029          | Aparte verkiezing                         |
| North Dakota   |      | Michelle Strinden    | Republikein             | 2024          | 2028          | Gezamenlijke verkiezing met de gouverneur |
| Ohio           |      | Jim Tressel          | Republikein             | 2025          | 2027          | Gezamenlijke verkiezing met de gouverneur |
| Oklahoma       |      | Matt Pinnell         | Republikein             | 2019          | 2027          | Aparte verkiezing                         |
| Pennsylvania   |      | Austin Davis         | Democraat               | 2023          | 2027          | Gezamenlijke verkiezing met de gouverneur |
| Rhode Island   |      | Sabina Matos         | Democraat               | 2021          | 2027          | Aparte verkiezing                         |
| South Carolina |      | Pamela Evette        | Republikein             | 2019          | 2027          | Gezamenlijke verkiezing met de gouverneur |
| South Dakota   |      | Tony Venhuizen       | Republikein             | 2025          | 2027          | Gezamenlijke verkiezing met de gouverneur |
| Tennessee      |      | Randy McNally        | Republikein             | 2017          | 2027          | Senaat van Tennessee                      |
| Texas          |      | Dan Patrick          | Republikein             | 2015          | 2027          | Aparte verkiezing                         |
| Utah           |      | Deidre Henderson     | Republikein             | 2021          | 2029          | Gezamenlijke verkiezing met de gouverneur |
| Vermont        |      | John Rodgers         | Republikein             | 2025          | 2027          | Aparte verkiezing                         |
| Virginia       |      | Winsome Sears        | Republikein             | 2022          | 2026          | Aparte verkiezing                         |
| Washington     |      | Denny Heck           | Democraat               | 2021          | 2029          | Aparte verkiezing                         |
| West Virginia  |      | Randy Smith          | Republikein             | 2025          | 2027          | Senaat van West Virginia                  |
| Wisconsin      |      | Sara Rodriguez       | Democraat               | 2023          | 2027          | Gezamenlijke verkiezing met de gouverneur |

### Territoria
| Territorium                 | Foto | Luitenant-gouverneur | Partij        | Begin termijn | Einde termijn | Gekozen door                              |
| --------------------------- | ---- | -------------------- | ------------- | ------------- | ------------- | ----------------------------------------- |
| Amerikaans-Samoa            |      | Pulu Ae Ae           | Republikein   | 2025          | 2029          | Gezamenlijke verkiezing met de gouverneur |
| Guam                        |      | Josh Tenorio         | Democraat     | 2019          | 2027          | Gezamenlijke verkiezing met de gouverneur |
| Noordelijke Marianen        |      | David Apatang        | Onafhankelijk | 2023          | 2027          | Gezamenlijke verkiezing met de gouverneur |
| Amerikaanse Maagdeneilanden |      | Tregenza Roach       | Democraat     | 2019          | 2027          | Gezamenlijke verkiezing met de gouverneur |

## Staten en territorium zonder luitenant-gouverneur
Vijf staten, alsmede het territorium Puerto Rico, kennen geen luitenant-gouverneur. In deze gevallen is de minister van Staat of de voorzitter van de Senaat de eerste in lijn van opvolging voor het gouverneurschap.
| Staat         | Foto | Momenteel eerste in lijn van opvolging | Functie                  | Partij      | Eerste in lijn sinds |
| ------------- | ---- | -------------------------------------- | ------------------------ | ----------- | -------------------- |
| Arizona       |      | Adrian Fontes                          | Minister van Staat       | Democraat   | 2023                 |
| Maine         |      | Mattie Daughtry                        | Voorzitter van de Senaat | Democraat   | 2024                 |
| New Hampshire |      | Sharon Carson                          | Voorzitter van de Senaat | Republikein | 2024                 |
| Oregon        |      | Tobias Read                            | Minister van Staat       | Democraat   | 2023                 |
| Wyoming       |      | Chuck Gray                             | Minister van Staat       | Republikein | 2023                 |

| Territorium | Foto | Momenteel eerste in lijn | Positie van VG     | Partij                    | Begin termijn | Einde termijn |
| ----------- | ---- | ------------------------ | ------------------ | ------------------------- | ------------- | ------------- |
| Puerto Rico |      | Verónica Ferraiuoli      | Minister van Staat | Partido Nuevo Progresista | 2025          | 2029          |